# Consul hippona
Consul hippona är en fjärilsart som beskrevs av Fabricius 1777. Consul hippona ingår i släktet Consul och familjen praktfjärilar. Inga underarter finns listade i Catalogue of Life.